# Palatul Soarelui Kumsusan
Palatul Soarelui Kumsusan, cunoscut inițial sub numele de Palatul Memorial Kumsusan și uneori drept Mausoleul lui Kim Il-sung, este o clădire situată aproape de extremitatea nord-estică a orașului Pyongyang și servește ca mausoleu al lui Kim Il-sung, fondatorul și președintele etern al Coreei de Nord, și al fiului și succesorului său, Kim Jong-il.
Palatul a fost construit în 1976 ca reședință oficială a lui Kim Il-sung. După moartea acestuia în 1994 Kim Jong-il a dat ordin ca palatul să fie renovat și transformat în mausoleul tatălui său. Conversia a costat 100 de milioane de dolari, deși sute de mii de oameni sufereau din pricina foametei care afecta țara la vremea respectivă. Unele surse apreciază costurile la 900 de milioane de dolari. În interiorul palatului se află trupul îmbălsămat al lui Kim Il-sung așezat într-un sicriu de sticlă transparentă. Capul său este așezat pe o pernă în stil coreean, iar trupul său este învelit în steagul Partidului Muncitoresc al Coreei de Nord. Există planuri ca trupul lui Kim Jong-il, care a decedat în 2011, să fie expus alături de cel al tatălui său.
Kumsusan este cel mai mare mausoleu dedicat unui lider comunist și singurul care să adăpostească rămășițele mai multor persoane. În fața palatului se află o piață mare cu o lungime de aproape 500 de metri.

## Acces și reguli
Vizitatorii străini pot accesa mausoleul doar în zilele de marți și duminică și trebuie să se afle într-un tur guvernamental oficial. Fotografierea, filmarea, fumatul și conversațiile sunt interzise oriunde în interiorul palatului.
Accesul în palat se face printr-un pasaj subteran ce pornește dintr-o stație de metrou situată vizavi de palat. După accesul în clădire vizitatorii (atât străini cât și turiști nord-coreeni) trebuie să își lase la intrare toate posesiile cu excepția portofelului și le pot recupera doar la plecare. Vizitatorii parcurg clădirea prin benzi rulante lungi. În cele din urmă ajung într-un culoar în care se află o statuie albă a lui Kim Il-sung înconjurată de lumini roșii. De-a lungul culoarului se află coloane de marmură în arcadă. Vizitatorii primesc indicații să se oprească la o linie galbenă de pe podea iar după câteva momente de contemplare, intră într-o altă cameră. Aici, primesc un dispozitiv de mici dimensiuni cu difuzor care rulează o narațiune a mâhnirii poporului nord-coreean din ziua în care a murit Kim Il-sung. Camera conține busturi din bronz cu oameni care jelesc. În cele din urmă vizitatorii urcă într-un lift care îi va duce le etajul superior și intră în camera în care se află trupul îmbălsămat al lui Kim Il-sung. O barieră din funie roșie înconjoară sarcofagul de cristal. Vizitatorii sunt trimiși în grupuri de câte patru și li se cere să facă o plecăciune la picioarele lui Kim, apoi pe partea dreaptă și partea stângă.

## Amintiri
Camerele adiacente sunt umplute cu câteva dintre posesiile lui Kim Il-sung, precum și cu daruri și premii pe care le-a primit în toată lumea. Printre premii se numără câteva grade de certificare, doar una fiind de la o universitate Occidentală, și anume Universitatea Kensington din California. Kensington a fost o universitate neacreditată, fiind considerată o fabrică de diplome care, după câțiva ani de încercări de închidere, a fost dizolvată de o curte din Hawaii în 2003.
O medalie de pace din Japonia se află alături de "Medalia "Pentru victoria asupra Japoniei"" oferită lui Kim Il-sung din partea URSS. În cameră sunt picturi și fotografii mari ale lui Kim Il-sung întâlnindu-se cu diferiți lideri mondiali în timpul vizitei lor în Coreea de Nord și în timpul călătoriilor lui Kim în străinătate, cum ar fi Hosni Mubarak din Egipt, Colonelul Muammar Gaddafi din Libia, Mao Zedong din China, Nicolae Ceaușescu din România, Erich Honecker din Germania de Est, Gustáv Husák din fosta Cehoslovacie, Wojciech Jaruzelski din Polonia, Todor Zhivkov din Bulgaria, János Kádár din Ungaria, Fidel Castro din Cuba, Iosip Broz Tito din fosta Iugoslavie și Yasser Arafat din Palestina, precum și foști lideri sovietici precum Iosif Stalin, Nikita Hrușciov, Leonid Brejnev, Mihail Gorbaciov și alți oameni cunoscuți precum Che Guevara și fostul președinte american Jimmy Carter.

## Moartea lui Kim Jong-il
După moartea lui Kim Jong-il din decembrie 2011, trupul său a fost depus la palat timp de zece zile. După această perioadă, pe 28 decembrie 2011, palatul a servit ca punct de plecare și de sosire a procesiunii funerare de 40 km care a durat trei ore. Procesiunea a marcat prima din cele două zile a ceremoniilor funerare.
Experți ruși au fost aduși la mausoleu pentru a îmbălsăma trupul lui Kim Jong-il pentru a fi expus permanent la fel ca și al tatălui său și al altor foști lideri comuniști precum Vladimir Lenin, Mao Zedong, Ho Și Min și Iosif Stalin (până în 1961 când trupul său a fost îngropat în necropola de lângă zidul Kremlinului).
Pe 12 ianuarie 2012 guvernul nord-coreean a confirmat că rămășițele îmbălsămate ale lui Kim Jong-il vor fi expuse permanent în palat și a anunțat planurile de a ridica o nouă statuie a lui Kim Jong-il și  construirea de "turnuri ale nemuririi sale".
Pe 16 februarie 2012, la comemorarea a 70 de ani de la nașterea lui Kim Jong-il, clădirea a fost redenumită Palatul Soarelui Kumsusan printr-un act combinat al cabinetului și parlamentului nord-coreean și al conducerii Partidului Muncitoresc. O paradă militară a Armatei Poporului a avut loc în acea zi în fața palatului, urmată de un foc de artificii.
După câteva luni de renovare, pe 17 decembrie 2012, la prima aniversare a morții lui Kim Jong-il, palatul a fost oficial redeschis publicului printr-o ceremonie. Rămășițele lui Kim Jong-il sunt acum expuse publicului într-o cameră separată, precum și câteva obiecte care i-au aparținut și documente scrise de el personal. Palatul conține și vehiculele sale, vestimentațiile și diferitele medalii și decorațiuni.